# اس‌اس ارلاندا
اس‌اس ارلاندا (به انگلیسی: SS Orlanda) یک کشتی بود که طول آن ۲۳۸ فوت ۶ اینچ (۷۲٫۶۹ متر) بود. این کشتی در سال ۱۹۲۰ ساخته شد.